# Ulrike Arnold (Schauspielerin)
Ulrike Arnold (* 1965 in Worms) ist eine deutsche Theaterregisseurin, Schauspielerin und Schauspieldozentin.

## Leben
Ulrike Arnold wuchs in München auf und wurde bis 1990 an der Theaterakademie Ulm zur Schauspielerin ausgebildet. Engagements als Schauspielerin führten sie an die Bayerische Staatsoper, die Münchner Kammerspiele, das Teamtheater München, das Theater am Sozialamt TamS, das Metropoltheater München und an das Düsseldorfer Schauspielhaus. Von 2002 bis 2009 war sie festes Ensemblemitglied des Bayerischen Staatsschauspiels, wo sie unter anderem mit den Regisseuren Dieter Dorn, Tina Lanik und Hans-Ulrich Becker arbeitete. In den Jahren danach war sie dem Haus regelmäßig als Gast verbunden.
Seit 2018 ist sie im Ensemble des Staatstheaters Nürnberg.
Seit 2006 ist sie Dozentin für Rollen- und Szenenarbeit an der Theaterakademie August Everding, seit 2011 arbeitet sie als Schauspieldozentin am Mozarteum in Salzburg.
Ulrike Arnold lebt in München und ist mit dem Schriftsteller Jonas Lüscher verheiratet.

## Theaterregie (Auswahl)
- Die Blusen des Böhmen von Robert Gernhardt am TamS, München (zusammen mit Gerd Lohmeyer)
- er nicht als er von Elfriede Jelinek am TamS, München (zusammen mit Gerd Lohmeyer)
- Medea Redux von Neil LaBute am Metropoltheater München
- Ganze Tage, ganze Nächte von Xavier Durringer am Oblomow Stadttheater, München
- Der wunderbare Massenselbstmord von Arto Paasilinna am Metropoltheater München
- Unter dem Milchwald von Dylan Thomas am Metropoltheater München
- Frühling der Barbaren von Jonas Lüscher am Hessischen Staatstheater Wiesbaden
- Bartleby von Herman Melville am Metropoltheater München
- Sekretärinnen von Franz Wittenbrink an den Hamburger Kammerspielen
- Das Leben in Fragen und Ausrufen nach Anton Tschechow am Hessischen Staatstheater Wiesbaden
- Homo Faber von Max Frisch am Stadttheater Fürth
- Ab Jetzt von Alan Ayckbourn am Hessischen Staatstheater Wiesbaden
- Arsen und Spitzenhäubchen von Joseph Kesselring am Hessischen Staatstheater Wiesbaden
- Was ihr wollt von William Shakespeare am Hessischen Staatstheater Wiesbaden
- Über die Kunst sich tot zu stellen, Ein Projekt über das Sterben auf der Bühne am Max Reinhardt Seminar Wien[6]
- Woyzeck von Büchner, Wilson, Waits am Staatstheater Braunschweig
- Der Zerrissene von Johann Nestroy, Schauspielhaus Graz
- Minna von Barnhelm von Gotthold Ephraim Lessing, Schauspielhaus Graz

## Filmografie (Auswahl)
- 1993: Stalingrad
- 1995/98: Forsthaus Falkenau – Folgen: Freiwild & Streicheleinheiten
- 2000: Über Wasser
- 2002: Schneemann sucht Schneefrau
- 2003: Tatort – Im Visier
- 2007: Tatort – Der Finger
- 2007: Beste Gegend
- 2009: Polizeiruf 110 – Endspiel
- 2009: Morgen das Leben
- 2010: Tatort – Nie wieder frei sein
- 2010: Kommissarin Lucas – Aus der Bahn
- 2012: Zappelphilipp
- 2012: Zettl
- 2014: Wir sind die Neuen
- 2013: Wer hat Angst vorm weißen Mann?
- 2013: Mein Mann, ein Mörder
- 2013: München 7
- 2015: Tatort – Einmal wirklich sterben
- 2016: Polizeiruf 110 – Sumpfgebiete
- 2017: Einmal bitte alles
- 2018: Bier Royal
- 2018–2019: Tonio & Julia (Fernsehreihe, als Katharina Vogt)
  - 2018: Kneifen gilt nicht
  - 2018: Zwei sind noch kein Paar
  - 2019: Schuldgefühle
  - 2019: Wenn einer geht
  - 2019: Ein neues Leben
  - 2019: Schulden und Sühne
- 2022: Normaloland
- 2024: Tatort – Letzter Ausflug Schauinsland

## Auszeichnungen und Nominierungen
- 2010: Förderpreis Deutscher Film, beste Darstellerin (Morgen das Leben)
- 2014: Monica-Bleibtreu-Preis, Regie (Unter dem Milchwald)
- 2021: Nominierung als Schauspielerin des Jahres von Theater heute für Phädra
- 2025: Nachtkritik-Theatertreffen 2025[7]